# Gösta Wessel

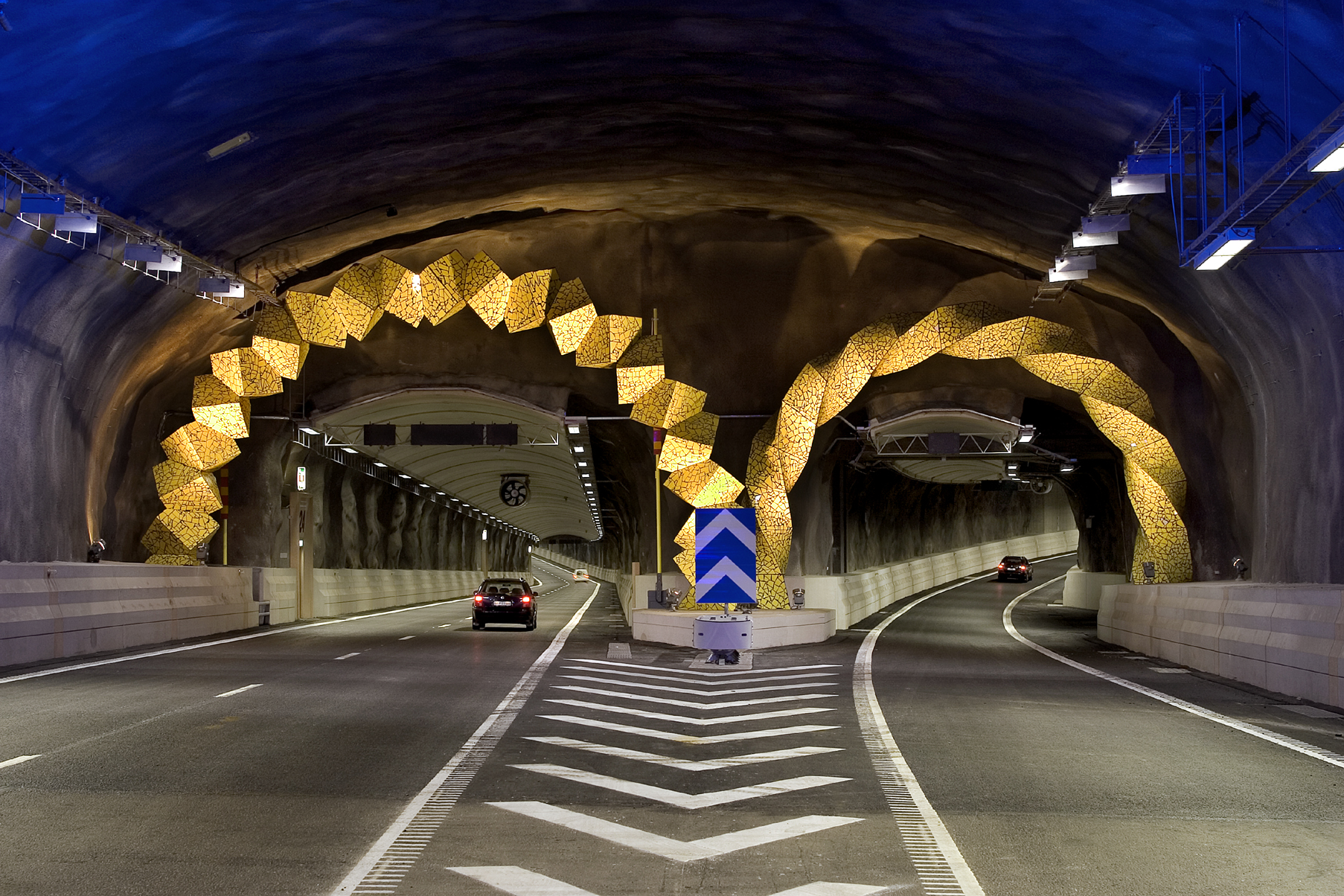
"Gula bågar" i Södra länken, 2004.

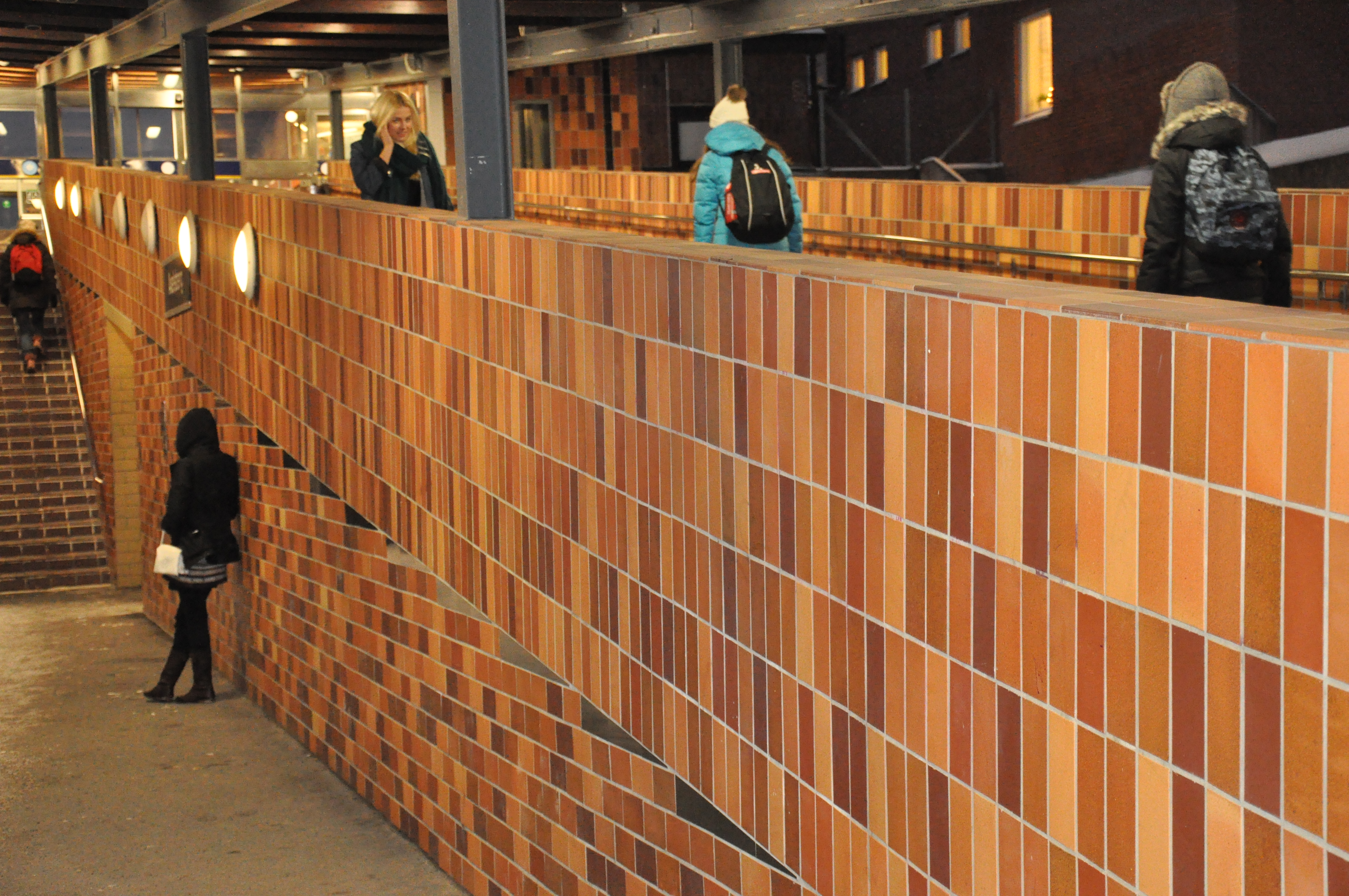
Klinkerklädda väggar på Axelsbergs tunnelbanestation i Stockholm, 1999.

Nils Gösta Wessel, född 1 juni 1944, död 19 januari 2024, var en svensk konstnär.
Han var son till överläkaren Nils Wessel och sjuksköterskan Kristina Johansson. Efter studentexamen 1963 arbetade han bland annat som vaktmästare vid Lunds lasarett. Vid sidan av sitt arbete bedrev han självstudier inom konst och debuterade med en separatutställning på Galleri HS i Lund 1966 och medverkade i ett flertal grupp- och samlingsutställningar 1965–1970. Han fortsatte därefter sina konststudier vid Kungliga Konsthögskolan i Stockholm 1970–1975. Han var professor på Konstfack 1990–2003. Wessel är representerad vid bland annat Moderna museet i Stockholm.

## Offentliga verk i urval
- Konstnärlig utsmyckning av  Tunnelbanestation Mörby centrum, 1978 (tillsammans med Karin Ek), komplettering, klinker, 1999
- Konstnärlig utsmyckning på Tunnelbanestation Axelsberg, 1980 (tillsammans med Leif Bolter, Veine Johansson och Inga Modén)
- Konstnärlig utsmyckning på Södra station i Stockholm 1988
- Gula bågar, på valvet vid avfarten mot Nynäshamn på Södra länken i Stockholm, 2004
- Skulptur framför Astra Zenecas kontorshus i Södertälje, 2005